# Munro Leaf
 (janvier 2019).
Si vous disposez d'ouvrages ou d'articles de référence ou si vous connaissez des sites web de qualité traitant du thème abordé ici, merci de compléter l'article en donnant les références utiles à sa vérifiabilité et en les liant à la section « Notes et références ».
Wilbur Monroe Leaf surnommé Munro Leaf (4 décembre 1905 à Hamilton (en), Maryland – 21 décembre 1976) était un auteur de littérature enfantine américain. Il a écrit près d'une quarantaine d'œuvres durant autant d'années de carrière. Son histoire la plus connue est L'histoire de Ferdinand (1936), adaptée sous le nom Ferdinand le taureau (1938) par les studios Disney et Ferdinand (2017) par Blue Sky Studios.

## Œuvre

### Éditions françaises
- Ferdinand / d'après Munro Leaf, et Robert Lawson ; illustrations de Walt Disney. Paris : Hachette, 1939, 48 p.
- Ferdinand / d'après Munro Leaf et Robert Lawson. Paris : Hachette, 1950, 28 p.
- Ferdinand / Munro Leaf ; illustrations de Robert Lawson. Paris : l'École des loisirs, coll. "Renard poche" n° 66, 1978, 70 p.
- Ferdinando le Terrible / texte d'après Munro Leaf (1936) ; adapt. de Myriam Caron et Catherine Morel ; ill. de Jean-François Caritte. Pour ou contre la corrida ? / [reportage de Catherine Morel et Myriam Caron] ; [photogr. par Myriam Caron]. Mouans-Sartoux : PEMF, coll. "Côté pile côté face", 2002, [25]-15 p.  (ISBN 2-84526-405-4)
- Ferdinand / Munro Leaf ; illustrations de Robert Lawson. Paris : Michel Lafon, 2017, 72 p.  (ISBN 978-2-7499-3319-1)

### Éditions en version originale
- Leaf, Munro, Grammar Can Be Fun New York: Frederick A. Stokes Company, 1934.
- Mun (Munro Leaf) Lo, the Poor Indian New York: Leaf, Mahoney, Seidel & Stokes, 1934.
- Leaf, Munro, The Boy Who Would Not Go to School: Robert Francis Weatherbee New York, Frederick A. Stokes Co., 1935.
- Leaf, Munro, Manners Can Be Fun New York, Frederick A. Stokes Company, 1936
- Leaf, Munro, Robert Lawson (en) (illustrateur). The Story of Ferdinand New York, Viking Press, 1936.
- Leaf, Munro, Ludwig Bemelmans (illustrator) Noodle New York, Frederick A. Stokes Company, 1937.
- Leaf, Munro, Robert Lawson (en) (illustrator). Wee Gillis New York, Viking Press, 1938.
- Leaf, Munro, Dick Rose (illustrator) Listen Little Girl, Before You Come to New York New York: Frederick A. Stokes Co., 1938.
- Leaf, Munro, Disney Illustrators. Walt Disney's Ferdinand the Bull New York, Dell Publishing, 1938.
- Leaf, Munro, The Watchbirds New York, Frederick A. Stokes, 1938.
- Leaf, Munro, Safety Can Be Fun New York, Frederick A. Stokes company, 1938.
- Leaf, Munro, Fair Play New York, Frederick A. Stokes, 1939.
- Leaf, Munro, More Watchbirds: A Picture Book of Behavior New York, Frederick A. Stokes Company, 1940.
- Leaf, Munro, John Henry Davis New York, Frederick A Stokes, 1940.
- Leaf, Munro, Fly Away, Watchbird: A Picture Book of Behavior New York, Frederick A Stokes Company. 1941.
- Leaf, Munro, Robert Lawson (en) (illustrator). Aesop's Fables New York, Heritage Press, 1941.
- Leaf, Munro, Munro Leaf's Fun Book New York: Frederick A. Stokes Company, 1941.
- Leaf, Munro, Robert Lawson (en). The Story of Simpson and Sampson. New York, Viking Press, 1941.
- Leaf, Munro, A War-Time Handbook for Young Americans Philadelphia: Frederick A. Stokes Company, 1942.
- Leaf, Munro, My Book to Help America Racine, WI: Whitman Publishing Co. 1942.
- Leaf, Munro, Theodor Seuss Geisel (illustrator). This is Ann, She's Dying to Meet You. US Government War Department, Washington, 1943.
- Leaf, Munro, Health Can be Fun New York, J.B. Lippincott, 1943.
- Leaf, Munro, Gordon The Goat Philadelphia and New York, J.B. Lippincott Co., 1944.
- Leaf, Munro, 3 and 30 Watchbirds: A Picture Book of Behavior Philadelphia: J.B. Lippincott Co., 1944.
- Leaf, Munro, Let's Do Better J.B. Lippincott Co., 1945.
- Calvert, John (Munro Leaf) Garrett Price (illustrator). Gwendolyn the Goose Random house, 1946.
- Leaf, Munro, How to Behave and Why Philadelphia: J.B. Lippincott, 1946.
- Leaf, Munro, Flock of Watchbirds New York, J.B. Lippincott, 1946.
- Leaf, Munro, Who is the Man Against the Marshall Plan Committee for the Marshall Plan, 1947.
- Leaf, Munro, Frances Tipton Hunte (Illustrator). Boo, Who Used to Be Scared of the Dark New York, Random House, 1948.
- Leaf, Munro, Sam and the Superdroop New York, Viking Press, 1948.
- Menninger, William C. (M.D.); Leaf, Munro. You and Psychiatry New York, Charles Scribner's Sons, 1948.
- Leaf, Munro, Arithmetic Can Be Fun Philadelphia: J.B. Lippincott, 1949.
- Leaf, Munro, History Can Be Fun Philadelphia: Lippincott Co. 1950.
- Leaf, Munro, The Danger of Hiding Our Heads Committee on the Present Danger, 1951.
- Leaf, Munro, Geography Can Be Fun! Philadelphia: J.B. Lippincott, 1951.
- Leaf, Munro, Reading Can Be Fun Philadelphia: J.B. Lippincott, 1953.
- Leaf, Munro, Lucky You J.B. Lippincott 1955.
- Leaf, Munro, How to Behave and Why J.B. Lippincott 1955.
- Leaf, Munro, Three Promises to You Philadelphia: J. B. Lippincott, 1957.
- Leaf, Munro, Science Can Be Fun Philadelphia, J.B. Lippincott. 1958.
- Leaf, Munro, The Wishing Pool New York: J.B. Lippincott, 1960.
- Leaf, Munro, Being an American Can Be Fun Philadelphia, J. B. Lippincott 1964.
- Leaf, Munro, Turnabout Philadelphia, J.B. Lippincott Company, 1967.
- Leaf, Munro, I Hate You Boston: Sterling Institute Press, 1968.
- Leaf, Munro, Who Cares? I Do New York, J.B. Lippincott, 1971.
- Leaf, Munro, Metric Can Be Fun Winnipeg, MB, Canada: J. B. Lippincott Company, 1976.
- (en) Munro Leaf, Four-and-twenty watchbirds, Hamden, Conn, Linnet Books, 1990, 32 p. (ISBN 978-0-208-02208-0).
- (en) Munro Leaf, How to speak politely, and why, New York, Universe, 2005, 43 p. (ISBN 978-0-7893-1352-2).